# 곰씨닷컴
곰씨닷컴은 2012년에 설립된 대한민국의 플래시 포털 사이트이다. 현재는 접속 시 키즈짱게임+ 사이트로 들어가진다. 
플래시 게임은 아이키우기, 공룡로봇, 프리티걸로 구성되어있지만 그 외에도 다양한 게임이 있다.

## 같이 보기
- 주전자닷컴
- 플래시365